# جغرافیای ایران

نقشه جغرافیایی ایران

جغرافیای ایران به بررسی ویژگی‌های سیاسی و طبیعی جغرافیای ایران می‌پردازد و مهم‌ترین پدیده‌ها و جاهای جغرافیایی آن را نیز می‌شناساند.
ایران کشوری در خاورمیانه است که در مختصات جغرافیایی ۲۵ تا ۴۰ درجهٔ عرض شمالی ۴۴تا ۶۳ درجهٔ طول شرقی جای دارد و از شمال به آذربایجان، ارمنستان، ترکمنستان و دریای خزر(دریای کاسپین)، از شرق به پاکستان و افغانستان، از جنوب به خلیج فارس و دریای عمان و از غرب به ترکیه و عراق می‌رسد. این کشور همچنین جزیره‌هایی را در خلیج فارس در اختیار دارد. کل گسترهٔ ایران، ۱٫۶۴۸٫۱۹۵ کیلومتر مربع است که ۱۱۶٫۶۰۰ کیلومتر مربع آن را آب‌های این کشور تشکیل می‌دهند. نزدیک به یک سوم از مرز ۸٫۳۳۴ کیلومتری آن نیز آبی است. این کشور خاورمیانه‌ای، موقعیت استراتژیکی در خلیج فارس دارد و تنگه هرمز در جنوب کشور، مسیری حیاتی برای انتقال نفت خام است.
سرزمین ایران، از ثروت طبیعی فراوانی برخوردار است؛ حدود ۱۱ درصد زمین‌های آن، قابل کشت هستند و نفت، گاز طبیعی، زغال‌سنگ، کروم، مس، سنگ آهن، سرب، منگنز، روی و گوگرد شناخته‌شده‌ترین منابع طبیعی ایران هستند. از دیدگاه ناهمواری‌ها، ایران کشوری کوهستانی با بیابان و دشت‌هایی در میانه است. بلندترین نقطهٔ کشور، کوه دماوند با ۵٫۶۲۵ متر بلندی و کم‌ترین بلندی کشور نیز در دریای خزر در منفی ۲۸ متر ثبت شده است. این کشور ممکن است با خشک‌سالی دوره‌ای، سیل، طوفان‌های غبار یا شنی و زمین‌لرزه تهدید شود. آلودگی هوا به ویژه در مناطق شهری، عدم مدیریت درست پساب صنعتی، جنگل‌زدایی، بیابان‌زایی، آلودگی نفتی در خلیج فارس، تلفات در تالاب‌ها بر اثر خشک‌سالی، فرسایش خاک و آلودگی آب، از مهم‌ترین مسائل زیست‌محیطی در ایران هستند.
جغرافیای ایران به دلیل تنوع طبیعی و اقلیمی، شرایط خاصی را برای کشاورزی و صنعت فراهم کرده است.
سرزمین ایران به شکل کلی، کوهستانی و نیمه‌خشک است و میانگین بلندی آن، بیش از ۱۲۰۰ متر از سطح دریا است. بیش از نیمی از مساحت ایران را بلندی و کوه‌های این کشور، یک‌چهارم آن را دشت‌های آن و کمتر از یک‌چهارم دیگر آن را زمین‌های در دست کشت، می‌سازند. پست‌ترین نقطهٔ درونی با بلندی ۵۶ متر در چاله لوت و بلندترین نقطه، دماوند با ۵۶۱۰ متر بلندی است که در میان رشته‌کوه البرز قرار دارد. در کنارهٔ جنوبی دریای خزر، بلندی زمین ۲۸ متر پایین‌تر از سطح دریای آزاد است.
پارک‌های ملی ایران و مناطق حفاظت‌شدهٔ این کشور از مهم‌ترین جاذبه‌های جغرافیایی آن هستند. این کشور همچنین ۱۳ ذخیره‌گاه زیست‌کره دارد که شامل ارسباران، ارژن، گنو، پارک ملی گلستان، منطقه حفاظت‌شده حرا و تالاب بین‌المللی خور خوران، پارک ملی کویر، پارک ملی دریاچه ارومیه، شبه‌جزیره میانکاله، منطقه حفاظت‌شده توران، دنا، تنگ صیاد، دریاچه هامون و کپه‌داغ می‌شود.

## مساحت

### ارقام اعلام شده
مساحت‌های اعلام شده به ترتیب زمانی:
1. ۱٬۶۴۸٬۱۹۵ کیلومتر مربع: در زمان سرتیپ رزم آرا توسط هواپیما ۳۳۰ آمریکایی بدون در نظر گرفتن جزایر ایران، دریای خزر و بسیاری از آب‌های سرزمینی و مشخص نبودن تعداد زیادی از مرزها (مساحت جزایر ایران ۱۸۸۴ کیلومتر مربع که ۱۴۹۱ کیلومتر آن مربوط به جزیره قشم است) سال ۱۳۲۷ معادل با ۱۹۵۰
2. ۱٬۶۲۳٬۷۷۹ کیلومتر مربع: کتاب شناسنامه جغرافیای طبیعی ایران نوشته عباس جعفری سال ۱۳۶۳
3. ۱٬۶۳۴٬۰۰۰ کیلومتر مربع: سازمان جغرافیایی دهه هفتاد
4. ۱٬۸۷۳٬۹۵۹ کیلومتر مربع: سازمان جغرافیایی (در سال ۲۰۱۱ معادل با ۱۳۹۰ وزیر دفاع ایران احمد وحیدی گفت که سازمان جغرافیای نیروهای مسلح با استفاده از امکانات اندازه‌گیری جدید این مساحت را محاسبه کرده است)
5. منطقه انحصاری اقتصادی ایران ۱۶۸٬۷۱۸ کیلومتر مربع وسعت دارد؛ یعنی ایران در مجموع (بدون محاسبه سهمش از دریای کاسپین) مالک ۱٬۷۹۷٬۴۶۸ کیلومتر مربع خاک و آب است.

### دیوار مرزی با افغانستان
علی اوسط‌هاشمی، استاندار سابق سیستان‌وبلوچستان، در سال ۱۳۹۶ اعلام کرده بود این دیوار به علت مسائل امنیتی ۱۴ سال پیش به طول بیش از ۳۰ کیلومتر در مرز با افغانستان ساخته شد که هزاران هکتار زمین کشاورزی در آن سوی دیوار جا ماند. دیوار مرزی سیستان در سال ۲۰۲۳ مشکل ساز شد. عکسی از مرزبندی میان سیستان و کشور همسایه یعنی افغانستان همراه با این خبر منتشر شد که ایران در مرزبندی جدیدی که انجام داده، بخشی از زمین‌ها را به طالبان داده است. این تصویر همراه با نقل‌قولی از نماینده زابل فراگیرتر شد، صحبتی که مربوط به سال ۹۹ است و گفته بود: «هزاران هکتار از اراضی منطقه سیستان در پشت دیوار مرزی قرار گرفته و عملاً دسترسی کشاورزان به این مزارع قطع شده است» با یک جست‌وجو مشخص شد که ایران اوایل دهه ۸۰ این دیوار امنیتی را با عنوان «دیوار مرزی سیستان» برای ارتقای امنیت منطقه و جلوگیری از قاچاق کشیده است. دیوار از پس اهداف امنیتی برآمد، اما به دلیل اشتباه محاسباتی طرف ایرانی ۲۰۰۰ هکتار زمین (بنا به قول دیگری ۵ هزار هکتار حتی ۵۰ هزار هکتار) را آن طرف مرز قرار داد. ساخت دیوار امنیتی از همان ابتدا باعث شد بسیاری از کشاورزان سیستانی وسیله امرار معاش خود را از دست بدهند و برخی از همان زمان نسبت به این که ممکن است افغانستان این دیوار امنیتی را نقطه صفر مرزی بداند، هشدار داده بودند.

### ایران و قطب جنوب

نقشه جنوبگان ایران

سازمان اقیانوس‌شناسی ایران در صدد ایجاد کلبه پژوهشی در قطب جنوب است. در اسفند ۱۳۹۱ محمدحسین باقری، رئیس ستاد کل نیروهای مسلح جمهوری اسلامی ایران گفت که ایران به دلیل امکان دسترسی از طریق دریای مکران به قطب جنوب و حایل نبودن هیچ سرزمینی در این میان می‌تواند «بر طبق قوانین بین‌المللی در بخشی از قطب جنوب ادعای حاکمیت کند.» منطقه مورد نظر حدفاصل مختصات ۵۹٫۵۰ تا ۶۳٫۱۴ شرقی از سواحل ایران (۳٫۶۴ درجه عرض جغرافیایی) یک قطاع به طول تقریبی ۳۰۰۰ کیلومتر و عرض ۴۰۵ کیلومتر و مساحت تقریبی ۲۰۰ تا ۲۵۰ هزار کیلومتر مربع است که با قلمرو جنوبگان استرالیا هم‌پوشانی دارد. شرقی‌ترین نقطه ایران کوهک در استان سیستان و بلوچستان با مختصات جغرافیایی ۶۳٫۱۴ شرقی است. شرقی‌ترین نقطه عمان واقع در منطقه استان شرقیه جنوبی با مختصات ۵۹٫۵۰ شرقی قرار دارد.

### مساحت اعلام‌شده در سال ۲۰۱۲ میلادی

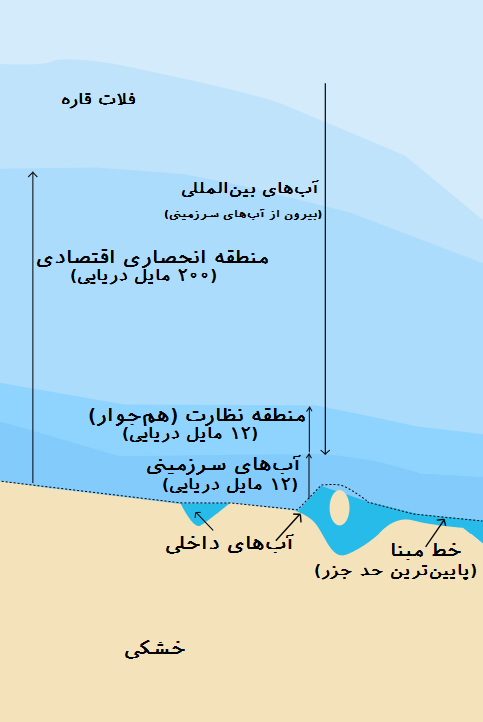
نقشه مناطق دریایی
از خط مبدأ به سمت ساحل: آب‌های داخلی
تا ۱۲ مایل دریایی دورتر از ساحل: آب‌های سرزمینی
۱۲ مایل دریایی دیگر پس از آن: منطقه همجوار
تا ۲۰۰ مایل دریایی دور از ساحل: منطقه انحصاری اقتصادی
فراتر از آب‌های سرزمینی: آب‌های آزاد

محمدحسن نامی مدرس دانشگاه و دکترای جغرافیای سیاسی و رئیس وقت سازمان جغرافیایی نیروهای مسلح ایران در سال ۱۳۹۱ خورشیدی مصادف با سال ۲۰۱۲ میلادی در مقاله‌ای با استفاده از ابراز روز علمی و مبنای دقیق محاسباتی و در نظر گرفتن آب‌های سرزمینی و فراسرزمینی ایران مساحت جدید ایران را ۱٬۸۷۳٬۹۵۹ کیلومتر مربع اعلام کرد که بسیار نیز بحث‌برانگیز شد. ثبت این عدد در مراجع بین‌المللی نیازمند اقدام عملی است که تاکنون صورت نگرفته است. باید به این نکته توجه کرد که منطقه انحصاری اقتصادی ایران ۱۶۸٬۷۱۸ کیلومتر مربع وسعت دارد و به‌طور معمول این مساحت در ارقام مساحت کشورها در نظر گرفته نمی‌شود. علاوه بر این مرزهای رسمی در دریای کاسپین در حال حاضر به‌طور مشخص و معین معلوم نیست. تاکنون رژیم حقوقی دریای خزر به‌طور رسمی مرزها را معین نکرده است و سهم ۵ کشور از این دریا نه فقط برای ایران، بلکه برای چهار کشور دیگر نیز تاکنون در مساحت آن‌ها در مراجع بین‌المللی لحاظ نشده است. ذکر این نکته لازم است که هنوز در برخی مناطق خطوط مرزی ایران با همسایگان دقیق نیست. برخی دیوارکشی‌های مرزی با افغانستان و پاکستان، سبب شده زمین‌های زیادی از ایران در پشت دیوار مرزی قرار بگیرد؛ ولی یک نکته مهم در این تحقیق بررسی دقیق مساحت جزایر، آب‌های داخلی و آب‌های سرزمینی و مرزهای آبی ایران است. طول مرزهای کشور نیز به تفکیک مرزهای خشکی، آبی و دریایی و به تفکیک کشورهای هم‌جوار محاسبه و در نهایت رقم ۸٬۵۷۴ کیلومتر برای طول مرزهای کشور به دست آمد که شامل ۲٬۰۴۵ کیلومتر مرز رودخانه‌ای، ۳٬۹۶۵ کیلومتر مرز خشکی و ۲٬۵۶۴ کیلومتر مرز دریایی می‌باشد. با این تعریف که مرز رودخانه‌ای، قسمتی از رودخانه است که مرز را در قرارداد متقابل با یکی از کشورهای همسایه در برمی‌گیرد ضمن این که برای اولین بار مساحت آب‌های کشور نیز به تفکیک آب‌های داخلی، سرزمینی و … محاسبه و در کل مساحت کشور نیز اعمال شد. در خصوص آب‌های داخلی برآمدگی و فرورفتگی خشکی سبب می‌شود تا خط مبدأ رسم شود و برخی از آب‌ها در مساحت سرزمینی یک کشور محاسبه بشود یا نشود. در اندازه‌گیری‌های قبلی این مناطق در مساحت ایران لحاظ نشده است در حالی که ایران به‌طور علمی و با توجه به برآمدگی و فرورفتگی سواحل و خشکی ادعا دارد که آب‌های داخلی و به تبع آن آب‌های سرزمینی بیش‌تری دارد. همچنین تاکنون دو جزیره زرکوه و جزیره آریانا در اشغال امارات است و وسعت این دو جزیره و آب‌های سرزمینی آن‌ها در این محاسبه لحاظ نشده است و جزیره شیطان تنها جزیره ایرانی در دریای عمان نیز درنظر گرفته نشده است. بر این اساس رقم محاسبه شده شامل موارد زیر است:
1. خشکی: ۱٬۶۳۲٬۲۱۰ کیلومتر مربع
2. جزایر ایرانی در خلیج فارس: ۱٬۸۸۴ کیلومتر مربع
3. آب‌های داخلی (در خلیج فارس، دریای عمان و محدوده ده مایلی ماهی‌گیری دریای خزر): ۳۵٬۸۲۵ کیلومتر مربع
4. آب‌های سرزمینی (در خلیج فارس و دریای عمان): ۴۲٬۰۰۰ کیلومتر مربع
5. آب‌های منطقه نظارت (در خلیج فارس و دریای عمان): ۳۰٬۳۷۰ کیلومتر مربع
6. آب‌های منطقه انحصاری اقتصادی (در خلیج فارس و دریای عمان): ۱۴۰٬۲۵۰ کیلومتر مربع (این میزان مساحت محاسبه شده ناقض حقوق ایران در فلات قاره خود نیست)
7. آب‌های محدوده ۲۰ درصدی دریای خزر (پس از محدوده ده مایلی ماهی‌گیری): ۶۳٬۷۹۰ کیلومتر مربع (محاسبه این عدد بر اساس ادعای ۲۰ درصدی ایران است و جنبه رسمی ندارد و امکان تثبیت یا کاهش آن وجود دارد. ضمن این که مساحت خود دریای خزر نیز به‌طور دقیق معین نشده است و از ارقامی چون ۳۷۰ تا ۴۲۰ هزار کیلومتر مربع در منابع مختلف ذکر شده است)

- هر مایل دریایی معادل با ۱۸۵۳ متر است.
- بر این اساس مساحت دقیق ایران با درنظر گرفتن تمام محدوده‌های آبی و خاکی ۱٬۸۷۳٬۹۵۹ کیلومتر مربع ارزیابی و اعلام شده است.
- مساحت ایران با احتساب فقط چهار بند اول (یعنی بدون محاسبه آب‌های منطقه نظارت، آب‌های منطقه انحصاری اقتصادی و آب‌های محدوده ۲۰ درصدی دریای خزر) در حدود ۱٬۷۱۱٬۹۱۹ کیلومتر مربع می‌شود که این شیوه محاسبه به عرف بین‌الملل نزدیک‌تر است چون به‌طور معمول بندهای پنج و شش به عنوان بخشی از مساحت کشورها درنظر گرفته نمی‌شوند ولی بند هفتم یعنی سهم ایران از دریای کاسپین در صورت معین شدن به صورت دقیق می‌تواند در آینده به این عدد اضافه شود چون در واقع این پهنه آبی یک دریاچه بسته و محصور شده در خشکی است و با دریاهای آزاد تفاوت دارد. در حدود ۱۵۰ کشور خطوط ساحلی و مرزهای دریایی دارند و اغلب آن‌ها پهنه‌های آبی مجاور را با توجه به مقداری که در قوانین بین‌المللی و قوانین داخلی خود مصوب شده است به عنوان بخشی از مساحت کشور خود محاسبه و اعلام می‌کنند.

#### مساحت ایران
مساحت ایران با احتساب تمام موجودیت زمینی و دریایی به شرح زیر است:
| ردیف | نام                             | مساحت (کیلومتر مربع) |
| ---- | ------------------------------- | -------------------- |
| ۱    | خشکی                            | ۱٬۶۳۲٬۲۱۰            |
| ۲    | جزایر ایرانی                    | ۱٬۸۸۴                |
| ۳    | آب‌های داخلی                     | ۳۵٬۸۲۵               |
| ۴    | آب‌های سرزمینی                   | ۴۲٬۰۰۰               |
| ۵    | آب‌های منطقه نظارت               | ۳۰٬۳۷۰               |
| ۶    | آب‌های منطقه انحصاری اقتصادی     | ۱۴۰٬۲۵۰              |
| ۷    | آب‌های محدوده ۲۰ درصدی دریای خزر | ۶۳٬۷۹۰               |
| کل   | ایران                           | ۱٬۸۷۳٬۹۵۹            |

#### مساحت آب‌های بین‌المللی پیرامون
آب‌های بین‌المللی پیرامون ایران:
| ردیف | نام               | مساحت (کیلومتر مربع) |
| ---- | ----------------- | -------------------- |
| ۱    | خلیج فارس         | ۲۳۰ تا ۲۵۰ هزار      |
| ۲    | دریای عمان        | ۱۸۰ هزار             |
| ۳    | دریای کاسپین      | ۳۷۰ تا ۴۲۰ هزار      |
| کل   | آب‌های اطراف ایران | ۷۸۰ تا ۸۵۰ هزار      |

- ایران همچنین در حوضه آبریز دریای عجم نیز قرار دارد.

#### مساحت آب‌های داخلی ایران
آب‌های داخلی ایران:
| ردیف | نام                             | مساحت (کیلومتر مربع) |
| ---- | ------------------------------- | -------------------- |
| ۱    | خلیج فارس                       | ۲۱٬۱۸۸               |
| ۲    | دریای عمان                      | ۲٬۵۶۹                |
| ۳    | دریای کاسپین (ده مایل ماهی‌گیری) | ۱۱٬۷۷۳               |
| ۴    | بین جزایر                       | ۲۹۵                  |
| کل   | ایران                           | ۳۵٬۸۲۵               |

#### مساحت آب‌های سرزمینی ایران
آب‌های سرزمینی ایران:
| ردیف | نام                                  | مساحت (کیلومتر مربع) |
| ---- | ------------------------------------ | -------------------- |
| ۱    | خلیج فارس                            | ۲۸٬۰۹۰               |
| ۲    | دریای عمان                           | ۱۳٬۹۱۰               |
| ۳    | دریای کاسپین (با فرض سهم بیست درصدی) | ۶۳٬۷۹۰               |
| کل   | ایران                                | ۱۰۵٬۷۹۰              |

#### مساحت آب‌های منطقه نظارت ایران
آب‌های منطقه نظارت ایران:
| ردیف | نام                         | مساحت (کیلومتر مربع) |
| ---- | --------------------------- | -------------------- |
| ۱    | خلیج فارس (۱۲ مایل دریایی)  | ۱۸٬۲۲۰               |
| ۲    | دریای عمان (۱۲ مایل دریایی) | ۱۲٬۱۵۰               |
| کل   | ایران                       | ۳۰٬۳۷۰               |

#### مساحت آب‌های منطقه انحصاری اقتصادی ایران
منطقه انحصاری اقتصادی ایران:
| ردیف | نام        | مساحت (کیلومتر مربع) |
| ---- | ---------- | -------------------- |
| ۱    | خلیج فارس  | ۷۸٬۰۸۰               |
| ۲    | دریای عمان | ۶۲٬۱۷۰               |
| کل   | ایران      | ۱۴۰٬۲۵۰              |

#### طول مرزهای ایران
در این اندازه‌گیری طول دقیق مرزهای ایران نیز محاسبه شده است:
طول مرزهای زمینی ایران:
1. عراق: ۱۱۸۱٫۵ خاکی، ۴۲۶٫۵ آبی، مجموع ۱۶۰۸ کیلومتر
2. ترکیه: ۵۲۴٫۲ خاکی، ۴۱٫۹ آبی، مجموع ۵۶۶٫۱ کیلومتر
3. ارمنستان: ۰ خاکی، ۴۵ آبی، مجموع ۴۵ کیلومتر
4. آذربایجان: ۱۷۸٫۷ خاکی، ۵۷۸٫۱ آبی، مجموع ۷۵۶٫۸ کیلومتر
5. ترکمنستان: ۷۸۶ خاکی، ۴۰۹٫۹ آبی، مجموع ۱۱۸۹٫۹ کیلومتر
6. افغانستان: ۶۸۱٫۴ خاکی، ۲۳۷٫۷ آبی، مجموع ۹۱۹٫۱ کیلومتر
7. پاکستان: ۶۱۳٫۴ خاکی، ۳۱۱٫۴ آبی، مجموع ۹۲۴٫۸ کیلومتر

- مجموع مرزهای زمینی ایران: ۳٬۹۶۵ خاکی، ۲٬۰۴۵ آبی، مجموع ۶٬۰۱۰ کیلومتر

طول مرزهای دریایی ایران:
1. عربستان: ۲۵۸ کیلومتر
2. عراق: ۲۴ کیلومتر
3. کویت: ۱۴۴ کیلومتر
4. بحرین: ۲۷ کیلومتر
5. قطر: ۲۶۸ کیلومتر
6. امارات: ۳۳۰ کیلومتر (در خلیج فارس)
7. عمان: ۲۲۷ کیلومتر (در تنگه هرمز)

- مجموع مرز دریایی در خلیج فارس: ۱٬۲۷۸ کیلومتر

1. امارات: ۱۰۲ کیلومتر (در دریای عمان)
2. عمان: ۴۵۶ کیلومتر (در دریای عمان)
3. پاکستان: ۲۰۴ کیلومتر

- مجموع مرز دریایی در دریای عمان: ۷۶۲ کیلومتر

1. آذربایجان: ۲۲۴ کیلومتر
2. ترکمنستان: ۳۰۰ کیلومتر

- مجموع مرز دریایی در دریای کاسپین: ۵۲۴ کیلومتر
- مجموع مرزهای دریایی ایران: ۲٬۵۶۴ کیلومتر

بنابراین کل مرزهای ایران به این شرح است:
1. مرزهای خشکی: ۳٬۹۶۵ کیلومتر
2. مرزهای آبی: ۲٬۰۴۵ کیلومتر
3. مرزهای دریایی: ۲٬۵۶۴ کیلومتر

- مجموع مرزهای ایران: ۸٬۵۷۴ کیلومتر

#### طول سواحل ایران
در این اندازه‌گیری طول دقیق سواحل ایران نیز محاسبه شده است:
| ردیف | نام          | طول ساحل بدون احتساب شکستگی (کیلومتر) | طول ساحل با احتساب شکستگی (کیلومتر) |
| ---- | ------------ | ------------------------------------- | ----------------------------------- |
| ۱    | خلیج فارس    | ۱٬۳۵۸                                 | ۱٬۵۳۶                               |
| ۲    | دریای عمان   | ۷۹۶                                   | ۱٬۰۵۳                               |
| ۳    | دریای کاسپین | ۶۶۰                                   | ۸۳۷                                 |
| کل   | ایران        | ۲٬۸۱۴                                 | ۳٬۴۲۶                               |

| در خلیج فارس | در دریای مکران | در دریای خزر |
| ------------ | -------------- | ------------ |
| 300km · 200miles بندرعباس17 خمیر16 دولاب15 لنگه14 سیراف13 کنگان12 دیر11 بوشهر10 ریگ9 گناوه8 دیلم7 ماهشهر6 امام خمینی5 چوئبده4 اروندکنار3 آبادان2 خرمشهر1'"`UNIQ--templatestyles-00000028-QINU`"' شهرهای بندری ایران در خلیج فارس · 1 خرمشهر · 2 آبادان · 3 اروندکنار · 4 چوئبده · 5 بندر امام خمینی · 6 بندر ماهشهر · 7 بندر دیلم · 8 بندر گناوه · 9 بندر ریگ · 10 بوشهر · 11 بندر دیر · 12 بندر کنگان · 13 بندر سیراف · 14 بندر لنگه · 15 بندر دولاب · 16 بندر خمیر · 17 بندرعباس             | 150km · 100miles چابهار4 کنارک3 بندر جاسک2 بندر سیریک1'"`UNIQ--templatestyles-0000002C-QINU`"' شهرهای بندری ایران در دریای مکران · 1 بندر سیریک · 2 بندر جاسک · 3 کنارک · 4 چابهار               | 150km · 100miles بندر ترکمن11 بندرگز10 بهشهر9 بندر امیرآباد8 فریدون‌کنار7 محمودآباد6 نوشهر5 کیاشهر4 بندر کاسپین3 بندر انزلی2 آستارا1'"`UNIQ--templatestyles-00000030-QINU`"' شهرهای بندری ایران در دریای خزر · 1 آستارا · 2 بندر انزلی · 3 بندر کاسپین · 4 کیاشهر · 5 نوشهر · 6 محمودآباد · 7 فریدون‌کنار · 8 بندر امیرآباد · 9 بهشهر · 10 بندرگز · 11 بندر ترکمن             |

### آمارهای مرتبط
1. آمار سیا: کل: ۱٬۶۴۸٬۱۹۵ کیلومتر مربع / زمین: ۱٬۵۳۱٬۵۹۵ کیلومتر مربع / آب‌های داخلی: ۱۱۶٬۶۰۰ کیلومتر مربع[۲۲]
2. مساحت جزایر ایران ۱۸۸۴ کیلومتر مربع[۲۳]
3. خطوط ساحلی ایران ۵۸۰۰ کیلومتر است که ۸۹۰ کیلومتر آن در شمال واقع بوده و شامل ساحل استان‌های گیلان، مازندران و گلستان می‌باشد. چهار هزار و ۹۰۰کیلومتر ساحل ایران نیز در جنوب کشور واقع می‌باشد. به گفته وی از مجموع کل سواحل کشور حدود ۸۴۰ کیلومتر آن پیرامون جزایر توزیع شده و استان‌های گیلان، مازندران، گلستان، خوزستان، بوشهر، هرمزگان و سیستان و بلوچستان در شمال و جنوب کشور هفت استان ساحلی محسوب می‌شوند.[۲۴][۲۵]
4. دارای مرز خشکی و آبی با ۱۵ کشور و از لحاظ همسایگی با تعداد کشورها، بعد از روسیه و چین در رتبه سوم جهانی[۲۳]
5. طول مرزهای ایران ۸۵۷۴ کیلومتر شامل ۲۰۴۵ کیلومتر مرز رودخانه‌ای، ۳۹۶۵ کیلومتر مرز خشکی و ۲۵۶۴ کیلومتر مرز دریایی[۲۳]
6. مساحت بندرهای ایران با احتساب سواحل جزایر کشور ۵۷۸۰ کیلومترمربع (سازمان بنادر و دریانوردی به تازگی تیمی را جهت برآورد مساحت سواحل ایران کرده بود. این تیم با مشاورهای خارجی و همچنین استفاده از تکنولوژی‌های روز اقدام به اندازه‌گیری طول سواحل ایران کرد. پیش از این عدد دقیقی از مساحت سواحل کشور در دست نبود)[۲۶]
7. تا سال ۲۰۵۰ مساحت خشک و فرا خشک ایران به ۷۴ درصد می‌رسد[۲۷]
8. ۲۰درصد مساحت ایران در معرض بیابان‌زایی[۲۸]
9. مساحت مفید ایران: محاسبات حبیب‌الله زنجانی (جمعیت‌شناس) تأکید بر این نکته دارند که مناطق قابل کشت در ایران چیزی بیش از ۱۱ درصد کل مساحت ایران نیستند، اگرچه زنجانی پس از کسر مناطق کویری (۴۴۰ هزار کیلومترمربع) و ارتفاعات کوهستانی (۲۳۰ هزار کیلومتر مربع) و سایر مناطق غیرقابل زیست (۱۵۰ هزار کیلومتر مربع)، مساحت مفید ایران را چیزی حدود ۵۰درصد ارزیابی می‌کند. با این حال الگوی شهرنشینی در ایران نشان می‌دهد که به جز دو منطقه در شمال و جنوب غربی، عمده شهرهای ایران روی زمین‌های کشاورزی بنا شده و توسعه یافته‌اند. کل مساحت زمین‌های قابل کشت در ایران ۱۲ میلیون هکتار است که اگر اراضی کنار رودخانه‌ها را هم به آنها اضافه کنیم، به سطحی بیش از ۱۵ میلیون هکتار می‌رسیم که حدود ۱۰ درصد از مساحت کل ایران است. حال آنکه تمام اراضی آلمان یا ۷۰ درصد اراضی فرانسه قابلیت کشت دارند.[۲۹]
10. خطوط مرزی: مرز زمینی: ۵٬۸۹۴ کیلومتر (کشورهای مرزی (۷): افغانستان ۹۲۱ کیلومتر، ارمنستان ۴۴ کیلومتر، جمهوری آذربایجان ۶۸۹ کیلومتر، عراق ۱۵۹۹ کیلومتر، پاکستان ۹۵۹ کیلومتر، ترکیه ۵۳۴ کیلومتر، ترکمنستان ۱۱۴۸ کیلومتر) خط ساحلی: در جنوب ۲۲۴۰ کیلومتر و دریای خزر ۷۴۰ کیلومتر[۲۲]
11. میانگین ارتفاع: ۱٬۳۰۵ متر از سطح دریا[۲۲]
12. کاربری زمین (تخمین ۲۰۱۱): زمین کشاورزی ۳۰٫۱٪ (اراضی زراعی ۱۰٫۸٪ + محصولات زراعی دائمی ۱٫۲٪ + مرتع دایم ۱۸٫۱٪)، جنگل ۶٫۸٪، سایر ۶۳٫۱٪[۲۲]
13. اراضی آبیاری (تخمین ۲۰۱۲): مساحت اراضی که به صورت مصنوعی با آب تأمین می‌شود ۹۵٬۵۳۰ کیلومتر مربع[۲۲]
14. از کل پهنه سرزمین ایران فقط یک صدم آن برای سکونت استفاده می‌شود. زمین شاکله و اساس قیمت مسکن را تشکیل می‌دهد و در برخی از کلانشهرها بیش از ۷۰ درصد قیمت مسکن، قیمت زمین است.[۳۰]

### ارقام دقیق جدید
بر اساس منابع کلاسیک ایران با ۱٬۶۴۸٬۱۹۵ کیلومتر مربع وسعت (هفدهم درجهان) است. در سال ۲۰۱۱ وزیر دفاع ایران احمد وحیدی گفت که سازمان جغرافیای نیروهای مسلح با استفاده از امکانات اندازه‌گیری جدید، مساحت واقعی خاک ایران را یک میلیون و ۸۷۳ هزار و ۹۵۹ کیلومتر مربع (۱٬۸۷۳٬۹۵۹) تعیین کرده که از مساحت یک میلیون و ۶۴۸ هزار و ۱۹۵ کیلومتر مربع که در گذشته در کتاب‌ها ثبت می‌شد بیشتر است. در گذشته مساحت ایران به اشتباه یک میلیون و ۶۴۸ هزار و ۱۹۵ کیلومتر مربع گفته می‌شد. به گزارش رادیو و تلویزیون دولتی ایران، وی گفته است که ایران دارای مرز خشکی و آبی با ۱۵ کشور است و از لحاظ همسایگی با تعداد کشورها، بعد از روسیه و چین در رتبه سوم جهانی قرار دارد. در گذشته، تعیین و تحدید حدود میله‌ها و تأسیسات مرزی به علت دقیق نبودن تجهیزات صحیح نیست و بنا به دلایل طبیعی و انسانی از قبیل سیلاب‌ها، رانش زمین، زلزله، جنگ و غیره میله مرزی دچار جابجایی یا تخریب می‌شد. این مسئله، اختلافات مرزی را با دیگر کشورهای همسایه به وجود می‌آورد. امروزه کارشناسان سازمان جغرافیایی نیروهای مسلح مجموعه نرم‌افزاری را تهیه کرده‌اند که به کمک آن می‌توان با استفاده از تصاویر هوایی مناطق مرزی، اقدام به طراحی اَندِکس پرواز کرد و سپس با شیوه جدید طراحی نقاط کنترلی و عملیات زمینی ژئودزی به روش استاتیک و پردازش نقاط کنترل اصلی و مثلث بندی هوایی، مختصات علایم مرزی را به صورت سه بعدی روی رایانه مشخص کرد. با این روش، عوامل میدانی می‌توانند به راحتی به نقاط و علایم مرزی مورد نظر با دقت سانتی‌متر، دسترسی پیدا کنند.

## جغرافیای سیاسی

### موقعیت و مختصات جغرافیایی
ایران یکی از کشورهای آسیای جنوب غرب (خاورمیانه) در شرق با افغانستان و پاکستان؛ در شمال شرقی با ترکمنستان، در بخش میانی شمال با دریای خزر، در شمال غربی با جمهوری آذربایجان و ارمنستان؛ در غرب با ترکیه و عراق؛ و سرانجام در جنوب با آب‌های خلیج فارس و دریای عمان همسایه است.
همچنین ایران منطقه ای ادعا شده در جنوبگان دارد که جنوبگان ایران هم‌اکنون در دست استرالیا است.
از دید جغرافیایی، غربی‌ترین شهر ایران آواجیق، شرقی‌ترین شهر اسفندک، شمالی‌ترین شهر پارس‌آباد و جنوبی‌ترین شهر چابهار است.
پایتخت ایران شهر تهران می‌باشد.
میانگین مختصات ایران ۳۲ درجهٔ شمالی و ۵۳ درجهٔ شرقی و بین ۲۵ تا ۴۰ درجه شمالی و ۴۴ تا ۶۳٫۵ شرقی قرار دارد.

### استان‌ها
مقالهٔ اصلی: استان‌های ایران

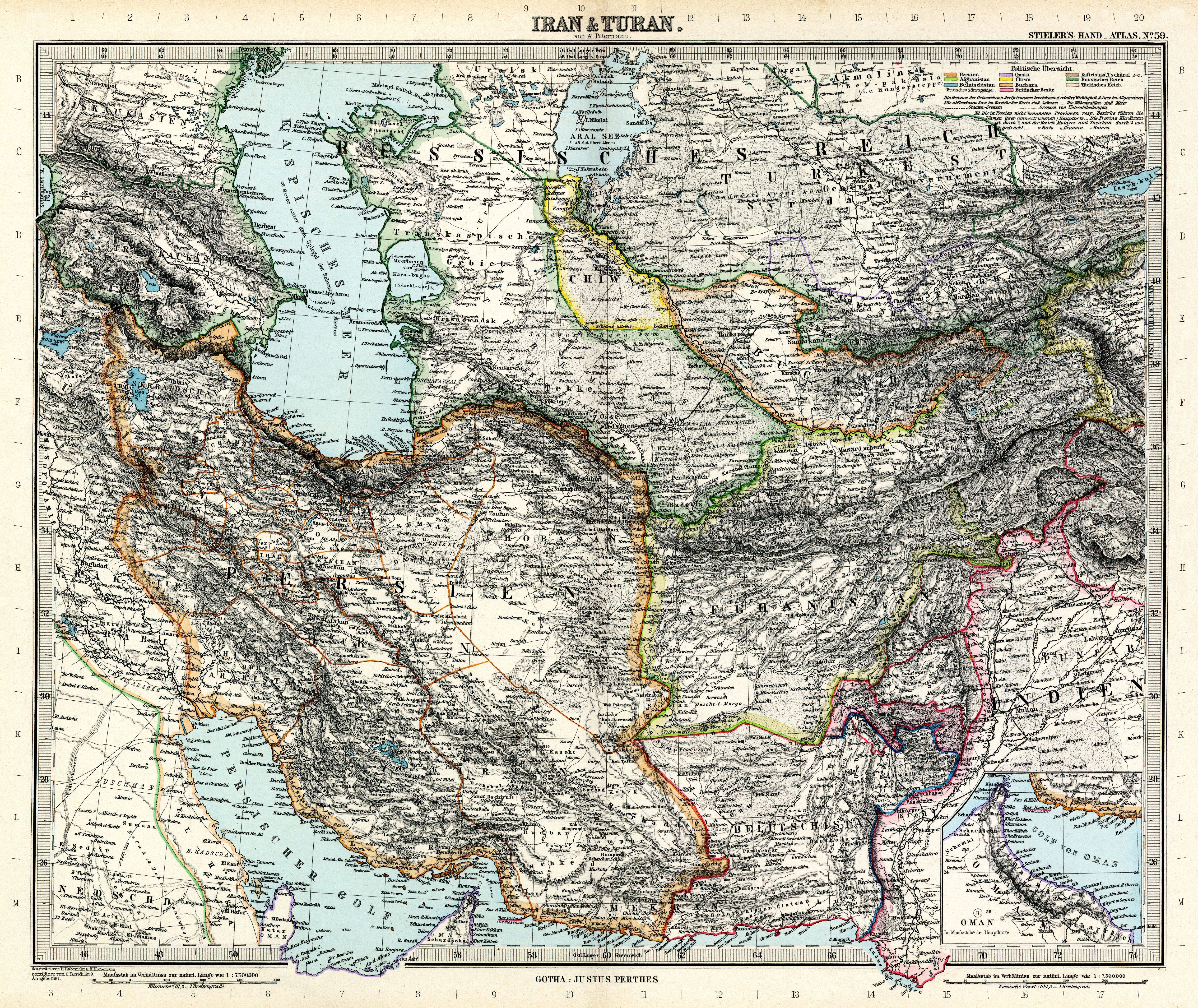
مرزهای ایران در اواخر دوره قاجار در نقشه ایران و توران در دوره قاجاریه

- استان خراسان در سال ۱۳۸۳ به سه استان: استان خراسان جنوبی، استان خراسان شمالی، و استان خراسان رضوی تقسیم شد.
- استان اردبیل در سال ۱۳۷۲ از استان آذربایجان شرقی جدا شده و استانی مستقل گشت.
- استان قم در سال ۱۳۷۵ از استان تهران جدا شد.
- استان گلستان به مرکزیت گرگان در سال ۱۳۷۶ از استان مازندران جدا شد.
- استان البرز سی و یکمین استان ایران در سال ۱۳۸۹ با کرج به عنوان مرکز استان شکل گرفت.

در سال ۱۳۱۶ ه‍.ش ایران را به ده استان و در سال ۱۳۸۳ به سی استان تقسیم کرده‌اند. شهرهای مهم ایران عبارت‌اند از: مشهد، اصفهان، تبریز، شیراز، کرج، اهواز، ارومیه، قم، کرمان، یزد، رشت، خرم‌آباد، بابل، ساری، گرگان، زاهدان، آمل، کاشان، اراک، همدان، سنندج، ایلام، کرمانشاه، بوشهر، اردبیل، زنجان، بندرعباس، تهران، قزوین، یاسوج.

## جغرافیای اقتصادی

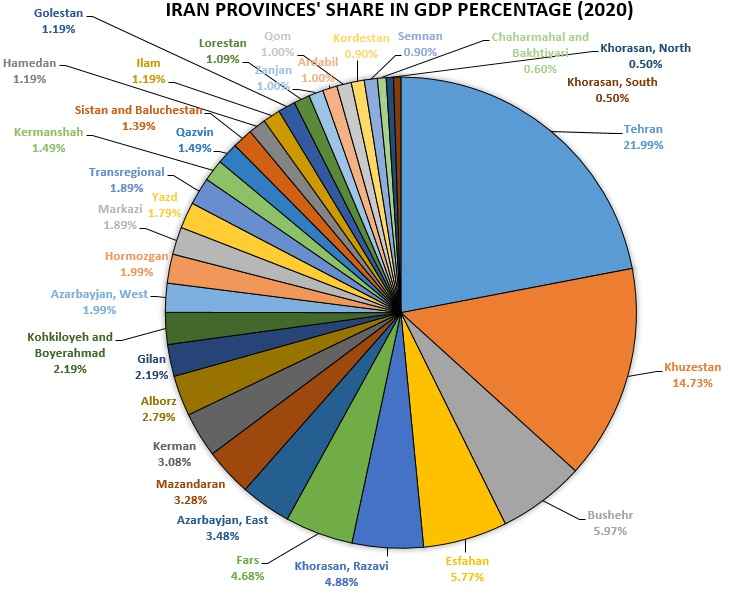
نمودار دایره‌ای سهم تولید ناخالص داخلی در استان‌های ایران

### معادن
معادن مهم ایران عبارتست از: نفت و گاز. ایران، چهارمین ذخایر نفتی جهان، نه و چهار دهم در صد (۹٫۴٪) ذخایر ثابت شده نفتی زمین معادل ۱۵۷ میلیارد بشکه، و نیز اولین ذخایر گازی جهان، هجده در صد ذخایر ثابت شده گاز زمین، معادل ۳۳٫۶ تریلیون متر مکعب را در اختیار خود دارد، اما در مجموع ذخایر نفت و گاز، ایران با دارا بودن ۳۷۹ میلیارد بشکه معادل نفت خام، رتبه اول را در این زمینه دارا می‌باشد.
دیگر معادن مهم کشور عبارت‌اند از: معادن زغال‌سنگ، کانی‌های فلزی: طلا، منگنز، کرومیت، مس، سرب، روی، نیکل، کبالت، نقره و آهن، معدنی شیمیایی: گوگرد، نمک، سنگ‌های تزئینی، شن و ماسه.
در سال ۱۳۵۷ مهم‌ترین و تعداد معادن فلزی در ایران بدین شرح بوده‌اند:
سرب وروی (۱۶) مس (۲) کرومیت (۴) خاک سرخ(۴) و سنگ آهن (۲).
همچنین در همین سال معادن غیر فلزی مهم و تعدادی که در حال بهره‌برداری بوده‌اند عبارت‌اند از:
زغال‌سنگ (۳۳) مرمریت (۲۸) مرمر (۲۰) تراورتن (۱۳) کائولین (۷) سیلیس (۱۲) فیروزه (۱) پوکه معدنی (۲) بنتونیت (۵) باریتین (۹) دولومیت (۲) خاک نسوز (۵) زاج (۱) تالک (۲) فلدسپات (۲) گچ (۹۲) سولفات دوسود (۳)

### محصولات نباتات
محصولات نباتی ایران عبارتست از: گندم، جو، برنج، ذرت، نخود، لوبیا، ماش، عدس، توتون، پنبه، کنف، نیشکر و کلیه درخت‌های میوه دار. صید ماهی، صید مروارید، صید حیوانات وحشی و طیور، پرورش کرم ابریشم و زنبور عسل و پرورش قارچ نیز رواج دارد.

### صنایع
عمده‌ترین صنایع کشور عبارت‌اند از: صنایع نفت، گاز، پتروشیمی، فولاد، نساجی، شیمیایی، غذایی، خودروسازی، الکتریکی و الکترونیکی و … همچنین صنایع مهم دستی و خانگی و سنتی کشور عبارت‌اند از: فرش و قالی، گلیم و زیلو، منبت‌کاری، خاتم‌کاری و سفال‌سازی.

### راه‌ها
راه‌ها و وسایط نقلیه نیز دارای اهمیت است. راه‌آهن سرتاسری ایران از خلیج فارس تا دریای خزر (همچنین نگاه کنید به راه‌آهن مازندران) راه‌آهن تهران به مشهد راه‌آهن تهران به تبریز تهران به کاشان، راه‌آهن بندرعباس به تهران وراه آهن بندرعباس به سرخس که مشغول بهره‌برداری است و راه‌های دیگری که در دست ساختمان است. جاده‌های شوسه همه شهرهای را بهم مربوط می‌سازد. راه‌های کشتیرانی در دریای خزر، دریای عمان و خلیج فارس است. راه‌های هوایی میان اغلب کشورهای بزرگ جهان و شهرهای درجه اول ایران بر قرار است.

## جغرافیای طبیعی

### آب و هوا
| بیابانی گرم بیابانی سرد نیمه‌خشک گرم نیمه‌خشک سرد مدیترانه‌ای گرم مدیترانه‌ای قاره‌ای |

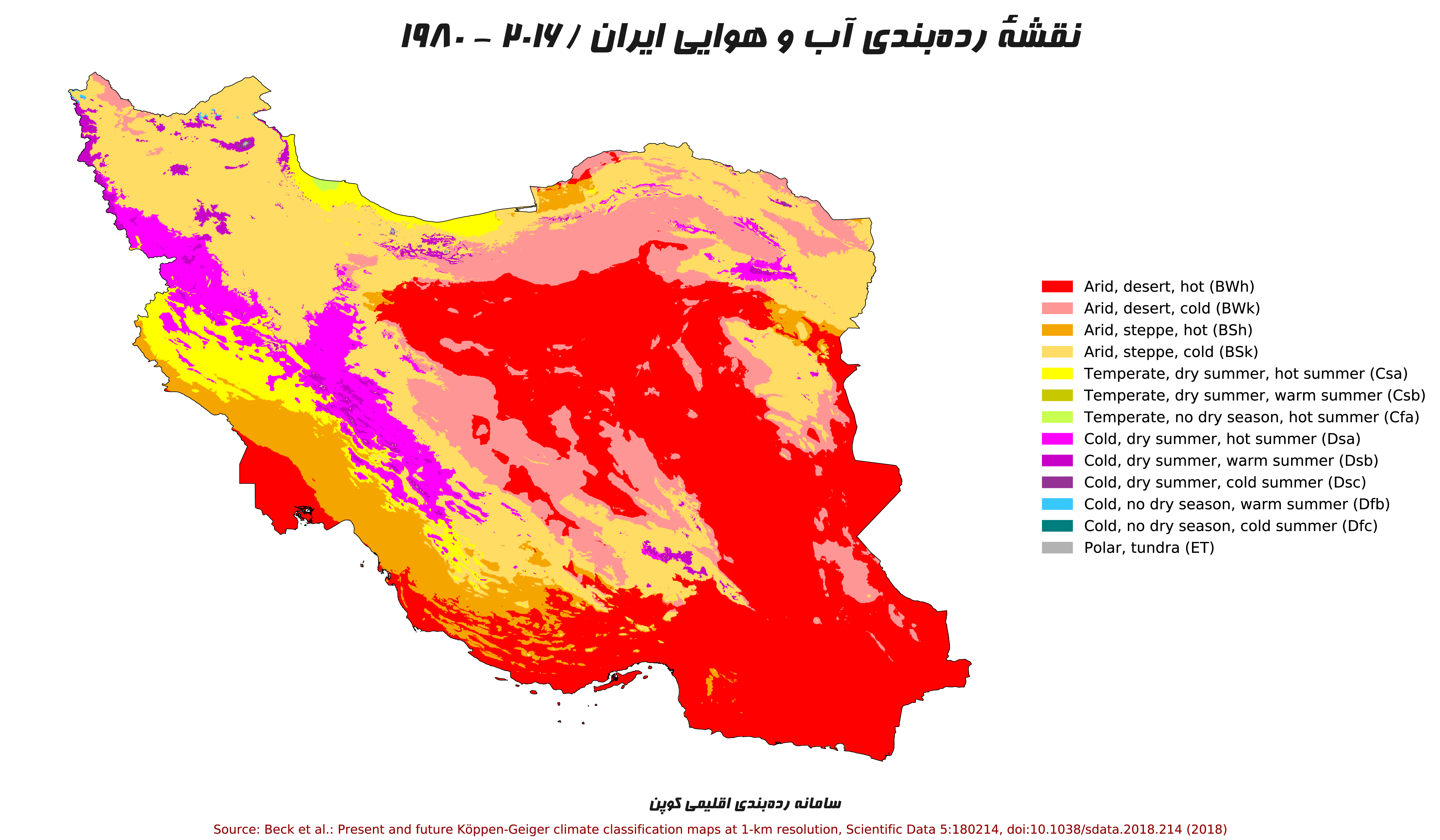
نقشهٔ آب و هوایی ایران (سامانه طبقه‌بندی اقلیمی کوپن)

با توجه به کمی بارش، بخش‌های وسیعی از ایران در قلمرو آب‌وهواهای خشک جهان قرار می‌گیرد. با این وجود، اقلیم ایران بسیار متنوع است و از نیمه‌گرمسیری تا زیرشمالگانی را شامل می‌شود. بلندی، عرض جغرافیایی، تأثیرات دریایی، بادهای فصلی و نزدیکی به دامنه‌های کوهستانی یا بیابان‌ها، نقش مهمی در نوسانات دمای روزانه و فصلی در این کشور ایفا می‌کند. به عنوان نمونه، میانگین دمای روز تابستانی در آبادان در استان خوزستان، ۴۳ درجهٔ سانتی‌گراد و میانگین دمای زمستان در تبریز در استان آذربایجان شرقی، به حدود انجماد می‌رسد به طوری که در زمستان سال ۱۳۹۹، شهر سراب در آذربایجان شرقی با دمای منفی ۳۰ درجه سانتی‌گراد، سردترین شهر ایران نام گرفت. بارش نیز در سراسر کشور، متغیر است؛ از کمتر از ۲ اینچ در شهر میرجاوه در جنوب شرقی کشور تا بیش از ۷۲ اینچ در شهر بندرانزلی در ساحل دریای کاسپین. میانگین بارش سالانه در کشور نیز در حدود ۱۰ اینچ است. پر باران‌ترین فصل ایران، زمستان است و بیش از نیمی از بارش سالانه در این ۳ ماه رخ می‌دهد. شمال کشور در آمار بارش یک تضاد بزرگ به وجود آورده است؛ کوه‌های بلند البرز، بخش‌های جنوبی خود را از اثر دریای خزر محروم می‌سازند و یک شمال حاصلخیز و جنگلی، برای ایران به وجود می‌آورند؛ در شمال ایران، هوایی تا ۳۸ درجهٔ سانتی‌گراد پدیدار می‌شود، یخبندان بسیار نادر است و ممکن است رطوبت تا ۱۰۰ درصد افزایش یابد. به جز در شمال کشور، تابستان به عنوان یک فصل خشک در ایران شناخته می‌شود. از ویژگی‌های آب و هوای ایران این است که مناطق مختلف آن، می‌توانند دارای چهار فصل جدا از هم باشند.

### رودها
اکثر رودهای ایران کم‌آب بوده و تنها رودی که قابلیت کشتی‌رانی دارد رود کارون در خوزستان است. رودهای ایران به چهار حوضه عمده دریای خزر، خلیج فارس و دریای عمان، دریاچه ارومیه و آبریزهای داخلی جریان دارند.
مهم‌ترین رودخانه‌های حوضه خلیج فارس و دریای عمان شامل: کارون (۸۹۰ کیلومتر)، جراحی (۴۳۸ کیلومتر)، کرخه (۷۵۵کیلومتر)، دز (۵۱۵ کیلومتر)، زهره (۴۹۰ کیلومتر)، مند (۶۸۵ کیلومتر)، هندیجان (، دالکی، سیمره، تیاب، نای بند، شور، اروند رود (۱۹۰ کیلومتر)، کل (۳۶۰ کیلومتر)، مهران (۳۸۲ کیلومتر)، الوند، میناب، سرباز، باهوکلات (۳۱۳ کیلومتر).
همچنین سیمینه‌رود، زرینه‌رود (۳۰۲ کیلومتر)، آجی‌چای (تلخه‌رود)، (۲۶۸ کیلومتر) و نازلو چای از رودهایی‌اند که به دریاچه ارومیه سرازیر می‌شوند.
رودهای عمده حوضه دریای خزر شامل: قزل اوزن، سفیدرود (۷۶۵ کیلومتر)، شور، اهر چای، زنجان چای، شاهرود (۲۰۵ کیلومتر)، قره سو (۲۵۵ کیلومتر)، ارس (۹۱۰ کیلومتر)، چالوس، هراز، تجن، گرگان و اترک هستند.
همچنین رودهای بمپور، هلیل رود، ماشکل، شور، کال شور، جوین، کر (۲۸۰کیلومتر)، زاینده‌رود (۴۰۵ کیلومتر)، حبله رود، قره چای (۵۴۰ کیلومتر)، کرج (۲۴۵کیلومتر)، جاجرود و کشف رود (۳۰۰ کیلومتر) نیز به حوضه مرکزی می‌ریزند.

### آبشارها

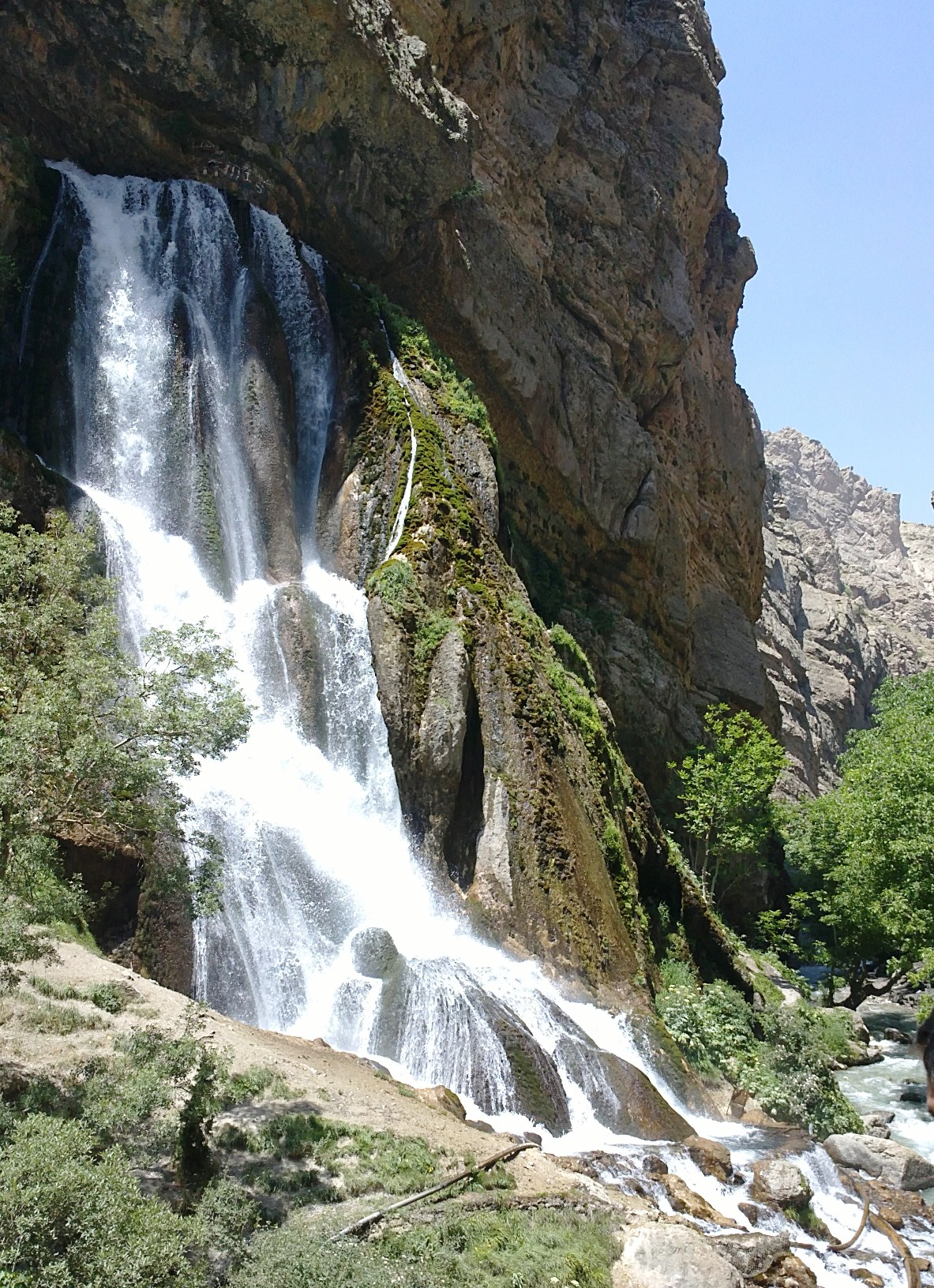
آبشار آب‌سفید

آبشارهای ایران تا ۳۹۲ عدد و آبشارهای غیر فصلی یا قابل توجه تا ۲۸۷ عدد که مهم‌ترین آن‌ها از این جمله‌اند:
آبشار آسیاب خرابه- آبشار عیش‌آباد - آبشار اسکندر - آبشار ماهاران (آذربایجان شرقی)، آبشار شلماش (آذربایجان غربی)، آبشار مارگون سپیدان (فارس)، آبشار گورگور (مشگین‌شهر) - آبشار سردابه (اردبیل)، آبشار خضر - آبشار کردعلی - آبشار تخت سلیمان - آبشار بی بی سیدان - آبشار سمیرم (اصفهان)، آبشار چم آو (ایلام)، آبشار سنگان - آبشار امامزاده داوود - آبشار اوسون دربند - آبشار دوقلو - آبشار فصلی پیچ آدران واقع در ۱۵ کیلومتری کرج-چالوس (تهران)، آبشار چشمه کوهرنگ - آبشار آتشگاه - آبشار دره عشق (چهارمحال و بختیاری)، آبشار شوی (خوزستان)، آبشار اخلمد (خراسان رضوی)، آبشار بل (کردستان)، آبشار بهرام بیگی بویراحمد - آبشار کنج بنار گچساران - آبشار سی‌سخت - آبشار کمردوغ (کهگیلویه و بویراحمد)، آبشار مینودشت - آبشار شیرآباد - آبشار کبودوال (گلستان)، آبشار لاتون (گیلان)، آبشار بیشه - آبشار آب‌سفید - آبشار چکان - آبشار دورود - آبشار تاف - آبشار نوژیان-آبشار افرینه-آبشار گلهو-آبشار سرکانه-آبشار وارک - آبشار برنجه-آبشار وارگ (لرستان)، آبشار یخی - آبشار شاهاندشت - آبشار هریجان - آبشار آمل - آبشار ایج یا ده قلو (مازندران) می‌باشند.
بسیاری از آبشارهای ایران همچون: اخلمد، افرینه، گنج‌نامه، نیاسر، شوشتر، بیشه، قره سو، سمیرم و تنگه واشی، قدمتی تاریخی داشته و از نظر جنبه‌های سیاحتی و اقتصادی مورد توجه پادشاهان و حاکمان وقت بوده و از بسیاری از آن‌ها برای ساخت آسیاب‌های آبی کمک گرفته شده است.
آبشارهای شوشتر به عنوان نخستین تأسیسات صنعت آب و صنایع جانبی جهان در زمان ساسانیان، که مجموعه تاریخی - فرهنگی آبشارهای شوشتر در یونسکو ثبت جهانی شده است و آبشار گنج‌نامه همدان در کنار کتیبه‌های تاریخی کوروش، نشانگر اوج شکوه و عظمت ایران باستان است.

### دریاچه‌ها
دریای خزر (که بزرگ‌ترین دریاچه جهان است)، دریاچه ارومیه (دومین دریاچه بزرگ شور جهان)، دریاچه هامون، دریاچه گهر، بختگان، دریاچه پریشان، نیریز، نمک، باتلاق گاوخونی، نئور، زریوار، مهارلو و حوض سلطان از دریاچه‌های اصلی ایران هستند.

### زمین‌شناسی
در نخستین دوره از دوره‌های زمین‌شناسی یعنی چند میلیون سال پیش همه خاک ایران زیر آب جای گرفته بود. کم‌کم بخش‌هایی از شمال و جنوب ایران از آب بیرون آمد. در دوره دوم زمین‌شناسی بخش شرقی ایران بیش از پیش زیر آب فرومی‌رود. در دورهٔ سوم جنوب ایران از زیر آب بیرون آمد. در آغاز دوران چهارم یخچال‌های طبیعی بلندی‌های البرز را دربر گرفت. در نتیجه حرکت این یخچال‌ها و توده‌های بزرگ آبرفتها و رسوبات بسیاری پدید آمد.
مختصری از شرایط جغرافیای ایران
دوران پره کامبرین (دوران پیش از دوران‌های شناخته شده زمین‌شناسی) قبل از ۶۰۰ میلیون سال پیش:
در ایران، سنگ‌های متعلق به پره کامبرین در نواحی شمال، مشرق و مرکز ایران یافت می‌شوند که قسمت زیرین این رسوبات از دسته سنگ‌های دگرگون شده است و سن این رسوبات بیشتر از ۶۰۰ میلیون سال است.
دوران پالئوزوئیک (کهن زیست) یا دوران اول، از حدود ۶۰۰ تا ۲۳۰ میلیون سال پیش:
در دوره کامبرین به تدریج دریاهایی، مرکز و شمال ایران را پوشانید. در دوره سیلورین این دریاها محدود تر گشته و زمین‌های تازه‌ای از آب بیرون آمدند. در دوره دوونین بار دیگر شمال و مرکز ایران را آب فرا گرفت. در ابتدای دوره کربونیفر دریاها عمیق‌تر شدند و در آن‌ها رسوبات آهکی زیادی بر جای ماند. در دوره پرمین مجدداً پیشروی دریاها آغاز شد و آب دریاها سراسر فلات ایران را پوشانید. نواحی جنوب و جنوب غربی ایران برای اولین بار در شرایط جدیدی قرار گرفت و قسمتی از دریای تتیس تقریباً تا اواخر دوران سوم در این نواحی با آرامش نسبی باقی ماند.
دوران مزوزوئیک (میان زیست) یا دوران دوم، از حدود ۲۳۰ تا ۷۰ میلیون سال پیش:
در دورهً تریاس، نیز آب، فلات ایران را دربر گرفته بود و رسوباتی شبیه به رسوبات اواخر دوران اول، شامل آهک و دولومیت به جای گذاشت. در مرکز و شمال ایران شرایط رسوبگذاری مانند دوران اول محفوظ ماند و در اواخر این دوره جنبش‌های خشکی‌زایی، گاهی قسمت‌هایی از آن نواحی را بالا و پایین برد.
در دورهٔ ژوراسیک، رسوب‌گذاری مانند دورهٔ تریاس در مرکز و شمال ایران ادامه یافت و امروزه همه جای آن کمابیش دارای لایه‌های زغال سنگی است. بعد از دورهٔ ژوراسیک دوباره بر عمق دریاها افزوده شد و از این زمان رسوبات آهکی بر جای مانده است. حرکات شدید در ایران مرکزی، چین خوردگی‌هایی را پدیدمی‌آورد و بیش‌تر زمین‌ها در شرق و مرکز ایران از آب خارج می‌شود و در اثر فرسایش، قسمت زیادی از آن از بین می‌رود. دریاهای دورهٔ کرتاسه دوباره سطح ناهموار این خشکی‌ها را پوشانید و در اواخر همین دوره بر اثر جنبش‌های شدید، چین‌خوردگی‌های تازه‌ای به وجود آمدند، اما در البرز آرامش نسبی برقرار ماند.
دوران سنوزوئیک (نوزیست)، که شامل دوران سوم و دوران چهارم به شرح زیر می‌باشد: دوران سوم (ترشیاری)، از حدود ۷۰ تا یک میلیون سال پیش: در آغاز این دوران، رسوبات دریایی تتیس در محل زاگرس به‌طور هم شیب روی رسوبات کرتاسه قرار دارند. رسوبات آهکی اواخر این دوره به نام آهک‌های آسماری محتوی ذخایر نفتی جنوب ایران است. در این دوره در ایران مرکزی دریای کم عمقی وجود داشت که رسوبات آن ماسه سنگ‌های پایه این دوره را به وجود آورد و همچنین فعالیت آتشفشانی شدیدی در بیش‌تر این نواحی رخ داد. در اواخر دوران سوم در محل زاگرس رسوب‌گذاری شد و عمر حوضه‌های رسوبی یکپارچهً گذشته پایان یافت، هم‌زمان با پیدایش زاگرس، بر اثر حرکات خشکی‌زایی و کوه‌زایی قسمت زیادی از خشکی‌ها برای همیشه از آب خارج شدند.
دوران چهارم (کواتر ناری)، از حدود یک میلیون سال پیش تا عصر حاضر؛ یخچال‌های کواترناری در ایران گسترش نداشته‌اند، اما آثار سنگ‌های یخچالی در بعضی نقاط از جمله علم کوه دیده شده است. در این دوران بیش‌تر نواحی ایران از آب خارج شد. از دریاهای گذشته، حوضه‌های بسته و دریاچه‌هایی باقی‌مانده که قسمت زیادی از آن‌ها بر اثر شدت تبخیر و کمی بارندگی خشک شده‌اند.
فعالیت آتشفشان‌ها در آغاز دوران چهارم بیش از اواخر دوران سوم شدت یافت و کوه‌های دماوند، سبلان، سهند و تفتان مهم‌ترین کوه‌های آتشفشانی این دوره هستند، که دماوند و تفتان در حال حاضر آخرین مراحل فعالیت خود را به صورت گوگردزدایی ادامه می‌دهند.
عامل اصلی تغییر چهرهٔ زمین در دوران چهارم، فرسایش است. در ایران، آب مهم‌ترین عامل فرسایش کوه‌ها، و در بیابان‌ها، باد عامل فرسایش بوده است.

#### زلزله‌شناسی و گسل‌های فعال

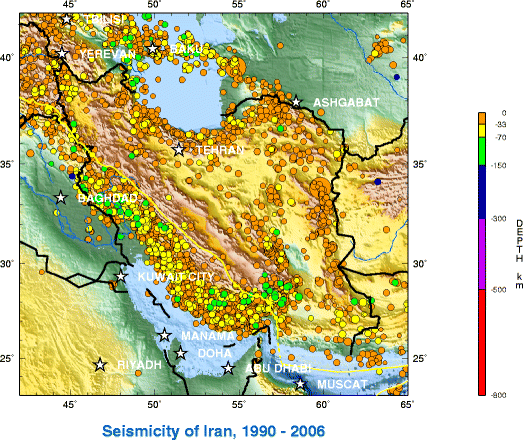
پراکندگی زمین‌لرزه‌های ایران از سال ۱۹۹۰−۲۰۰۶

به علت واقع شدن بسیاری از شهرهای ایران بر روی گسل، زلزله موجب نابودی بسیاری از شهرهای ایران در طول تاریخ گردیده است که در دوران معاصر نیز بر اثر زلزله دو شهر طبس و بم به‌طور کامل نابود و دوباره بازسازی شده است. در زلزله بم قریب به ۳۰۰۰۰ نفر قربانی شدند متأسفانه تاکنون عزمی ملی برای بازسازی بافت‌های فرسوده صورت نگرفته است اما در زمینهٔ آموزش نیروی انسانی اقداماتی توسط جمعیت هلال احمر، سازمان مدیریت بحران وزارت کشور و سازمان بهزیستی صورت گرفته است. تهران نیز چندین بار به علت زلزله ویران گردیده که به همین علت و واقع شدن آن بر روی گسل‌های فعال موجب به وجود آمدن زمزمه‌هایی برای تغییر پایتخت شده است. از پرتلفات‌ترین زلزله‌های ایران در ۲۴ سال گذشته می‌توان از زلزله بم با حداقل ۳۰٬۰۰۰ نفر تلفات، زلزله طبس با ۱۵٬۰۰۰ تلفات و زمین‌لرزه دشت‌بیاض و فردوس با ۱۲٬۰۰۰ نفر تلفات و زلزله رودبار و منجیل در سال ۱۳۶۹ با حداقل ۴۰٬۰۰۰ نفر تلفات نام برد.

### ژئومورفولوژی
در داخل فلات ایران و در وسعت مرزهای سیاسی کنونی کشور، چاله‌ها و حوضه‌های بزرگ و کوچک فراوانی وجود دارد. حوضه‌های بسته به‌استثنای قسمتی از آذربایجان توسط سلسله‌کوه‌هایی متشکل از سنگهای متبلور یا طبقاتی از زمینهای دوران دوم از هم جدا شده‌اند. این حوضه‌ها به‌طور کلی توسط دو رشته کوه با ساختمانی متبلور که جزء مجموعهٔ چین‌خوردگی آلپی هستند محدود گردیده‌اند که عبارتند از: رشته زاگرس در جنوب و رشته البرز در شمال. رشته جنوبی متشکل از ردیف‌های کاملی از زمینهای ژوراسیک تا نئوژن است که به شکل چین‌خوردگی‌هایی قوسی‌شکل به توالی به‌طرف جنوب غربی متوجه هستند؛ درحالی‌که البرز از توده‌های هرسینین تشکیل یافته و طبقات رسوبی آن عمق کمتری دارند و در ضمن بسیار ناکامل‌اند.

### جنگل‌ها
حدود ۱۸۰٬۲۰۰ کیلومتر مربع از خاک ایران را جنگل پوشانده است که حدود ۵/۵۵٪ آن مربوط به جنگل‌های بلوط غرب ایران است و جنگل‌های شمال ایران ۱۹٪ و جنگل‌های پست پراکنده در جنوب و شرق۳/۱۳٪، جنگل‌های کوهستانی ارس۶/۶٪ و جنگل‌های گرمسیری و کویری نیز ۶/۵٪ را شامل می‌شوند.

### کوهستان‌ها

پراکندگی ناهمواری‌ها در ایران در نقشه مکان‌نگاری (توپوگرافی)

بلندی ایران از سطح دریا در شیراز ۱۵۸۶ متر، در مشهد ۱۰۱۰ متر و در ایران مرکزی نزدیک به ۱۲۰۰ متر است.
کوه‌های ایران از کوه‌های شمالی یعنی از آرارات در ترکیه شروع شده و به ترتیب به کوه‌های علمدار یا میشو (در شهرستان مرند)، سهند (در جنوب شهرستان تبریز و شمال شهرستان مراغه)، سبلان (در غرب شهرستان اردبیل)، طالش، قافلانکوه در آذربایجان؛ در شمال تهران رشته کوه البرز و قسمت جنوبی استان‌های گیلان و مازندران و کوه‌های آلاداغ٬بینالود، هزار مسجد و قرا داغ در خراسان امتداد یافته است و در افغانستان به کوه‌های هندوکش می‌پیوندد.
مرتفع‌ترین کوه ایران، دماوند با ارتفاع ۵۶۱۰ متر می‌باشد. رشته کوه‌های غربی نیز از آرارات شروع شده و از سمت شمال غربی به جنوب شرقی کشیده شده است و کوه‌های ساری داش، چهل چشمه، پنچه علی، الوند، کوه‌های بختیاری، پیشکوه و پشت‌کوه، قالی‌کوه، اشترانکوه و زردکوه را شامل می‌شود که این کوه‌ها را مجموعه رشته کوه‌های زاگرس می‌نامند. بلندترین قله رشته کوه زاگرس کوه دینار (دنا) با ارتفاع ۴۴۰۹ متر می‌باشد.
رشته کوه‌های جنوبی از کوه‌های جنوبی از خوزستان تا سیستان و بلوچستان امتداد یافته و در پاکستان به رشته‌کوه سلیمان می‌رسد و شامل کوه‌های سپیدار، میمند، کوه‌های بشاگرد و کوه بم پشت می‌شود.
کوه‌های مرکزی و شرقی اساساً شامل کوهای شیرکوه، کوه کرکس، کوه بنان، جبل بارز، هزار، بزمان و تفتان بوده که بلندترین آن‌ها هزار با ۴۴۶۵ متر ارتفاع می‌باشد.

#### مهم‌ترین قله‌ها
1. دماوند ۵۶۱۰ متر
2. علم کوه ۴۸۵۰ متر
3. سبلان ۴۸۱۱ متر
4. هزار حدود ۴۵۰۰ متر
5. دنا حدود ۴۴۵۰ متر
6. زردکوه حدود ۴۲۵۰ متر
7. اشترانکوه حدود ۴۲۵۰ متر
8. شیرکوه حدود ۴۰۷۵ متر
9. قالی کوه حدود ۴۰۵۰ متر
10. تفتان ۴۰۲۵ متر
11. کوه گرین حدود ۴۰۰۰متر
12. قله بل ۳۹۴۳ متر
13. کرکس ۳۸۹۵ متر
14. نیزوا۳۸۱۰ متر
15. کوه برم فیروز ۳۷۲۰ متر
16. کوه رنج ۳۷۰۸ متر
17. سهند حدود ۳۷۰۰ متر
18. الوند حدود ۳۶۰۰ متر
19. میشو یا علمدار ۳۱۲۵ متر
20. پراو ۳۴۰۵ متر

## گوناگونی زیستی و جانداران

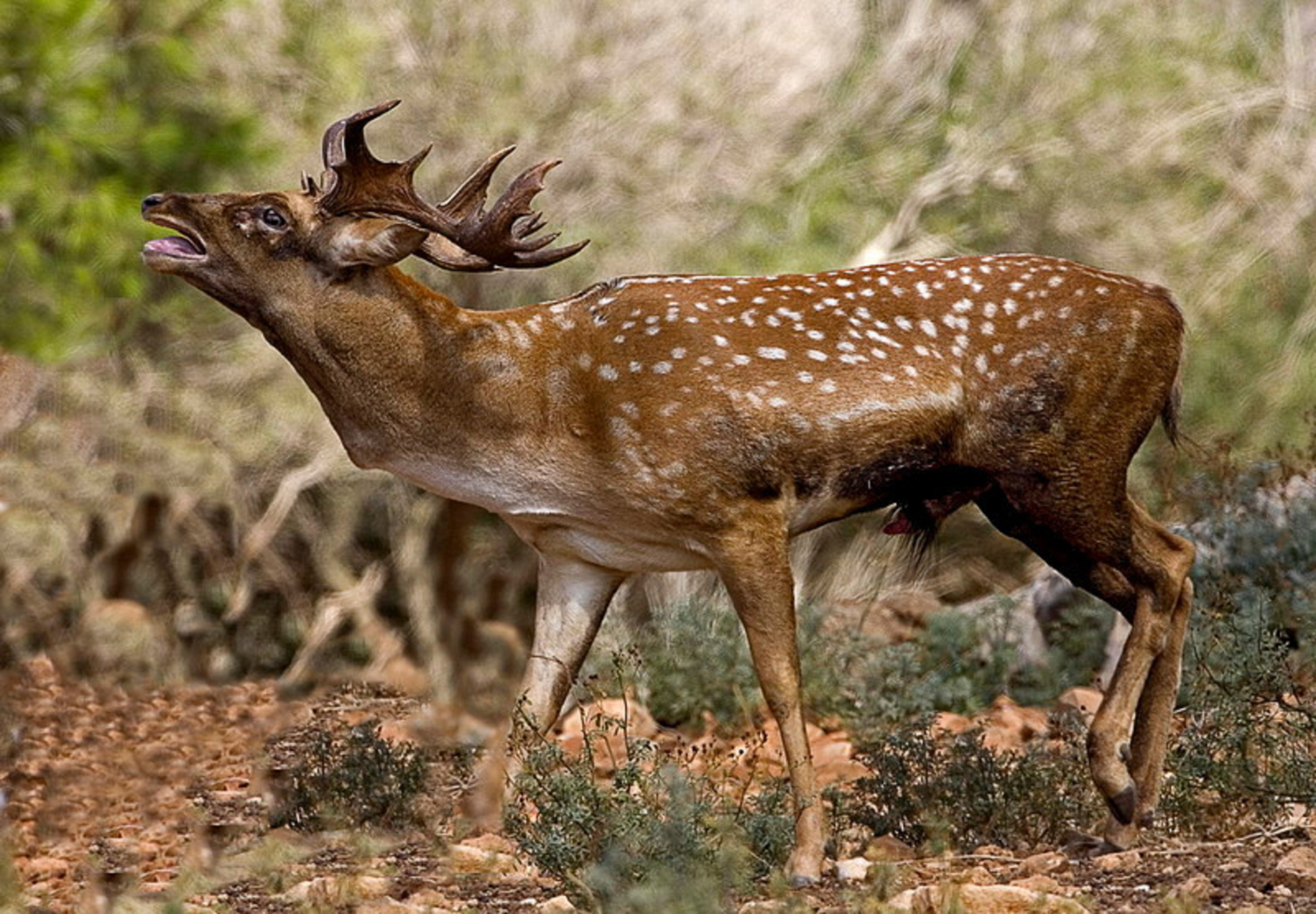
گوزن زرد ایرانی از گونه‌های در معرض خطر این کشور.

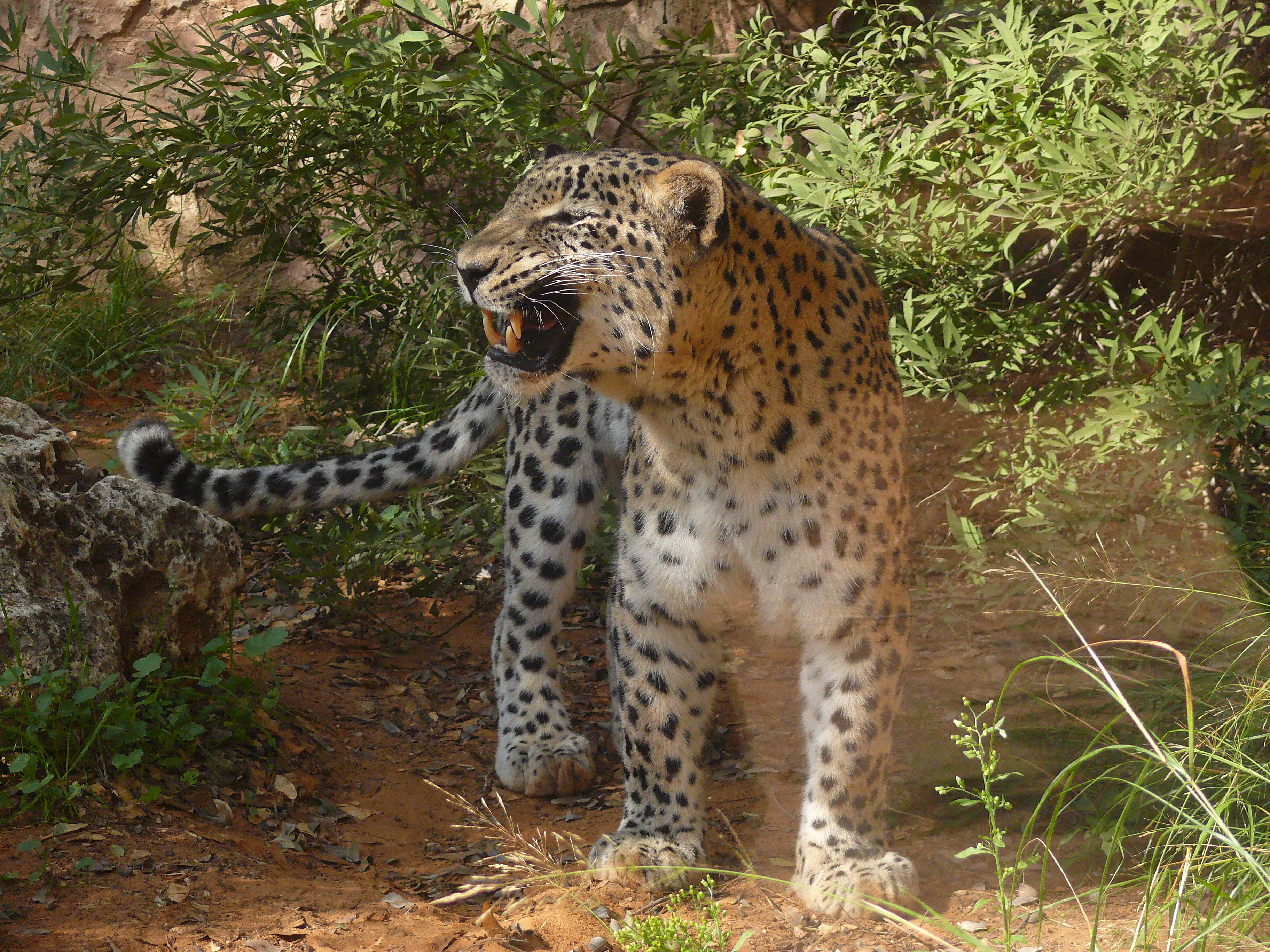
پلنگ ایرانی که از گونه‌های بومی غرب آسیا به‌شمار می‌رود.

تقریباً یک دهم ایران جنگلی است و گسترده‌ترین جنگل‌های آن، در جنوب دریای خزر قرار گرفته است؛ در این منطقه انواع درختان برگ‌ریز، بلوط، راش، نمدار، نارون، گردو و بسیاری درخت و گیاهان دیگر، می‌رویند. در نواحی خشک میانی کشور نیز ارس، بادام و شماری گیاه میوه‌دار رشد می‌کنند. انواع درمنه و درختچه نیز در نواحی بیابانی و سراسر کشور پراکنده هستند. تپه‌های ماسه‌ای کویری ایران، با نگهداری آب، از رشد گیاهانی همانند موردیان پشتیبانی می‌کنند. واحه‌های ایران نیز با کمک به رشد تاکستان‌ها، تمشک ایرانی، صنوبر، خرما، مورد، خرزهره‌ایان، آکاسیا، بید، آلو و توت باعث تنوع بیشتر پوشش گیاهی منطقه می‌شوند.
جانداران سرزمین ایران شامل پلنگ ایرانی، خرس، کفتار، گرازهای وحشی، بز کوهی، آهو و قوچ‌ومیش است که در کوه‌های دارای پوشش گیاهی زندگی می‌کنند. انواع شغال و خرگوش نیز در سراسر کشور وجود دارند. گور ایرانی نیز دشت و بیابان‌ها را برای حیات خود، انتخاب کرده است. یوزپلنگ آسیایی در جهان به عنوان یک گونهٔ در معرض انقراض ایرانی، شناخته شده است. قرقاول‌های ایرانی در شمال کشور یافت می‌شوند و کبک‌ها در بیشتر مناطق کشور زندگی می‌کنند. پرندگان آبزی همانند پرنده دریایی، اردک و غاز نیز در سواحل دریای خزر و خلیج فارس زندگی می‌کنند؛ در حالی که کرکس‌های ایرانی، در بیابان به حیات خود ادامه می‌دهند. گونه‌هایی از گوزن، جوجه‌تیغی، روباه و دست کم ۲۲ گونهٔ جوندگان، در مناطق نیمه صعب‌العبور و بلند این کشور، زندگی می‌کنند. سنجاب نخلی و خرس سیاه آسیایی در سیستان و بلوچستان یافت شده‌اند. ببرها نیز زمانی در جنگل‌های مناطق جنوبی دریای خزر سکونت داشتند اما هم‌اکنون منقرض شده‌اند. شیر ایرانی نیز در ایران منقرض شده است اما پیش از انقلاب ۱۳۵۷ ایران، طرح‌های احیای آن ریخته شد و در سال ۱۳۹۸، با توافق میان باغ وحش ارم و انجمن آبزیگاه و باغ‌وحش‌های اروپا، به ایران بازگشت تا احیای آن در این کشور آغاز شود.